# Misfit (Curiosity Killed the Cat)
Misfit is een nummer van de Britse band Curiosity Killed the Cat uit 1986, heruitgeven 1987. Het is de eerste single van hun debuutalbum Keep Your Distance.
Het nummer was er al in 1986, maar flopte met een 76e positie in het Verenigd Koninkrijk. Na het succes van de volgende singles Down to Earth en Ordinary Day werd besloten om Misfit opnieuw uit te brengen, dit keer wél met succes. Het nummer bereikte de 7e positie in het Verenigd Koninkrijk en werd ook een kleine hit in Nederland. De plaat bereikte de 35e positie in de Nederlandse Top 40.
De bijbehorende videoclip werd geregisseerd door Andy Warhol en was de laatste voor zijn overlijden. Warhol was een fan van de band en maakt zelf een cameo in de clip.

## Tracklijst
7"
1. "Misfit" – 4:02
2. "Man" – 3:49

12"
1. "Misfit" (Extended Mix) – 7:02
2. "Man" – 3:49
3. "Corruption" (Dub) – 5:26